# Richard Robinow
Richard Robinow (* 14. Juni 1867 in Hamburg; † 16. November 1945 in London) war ein deutscher Rechtsanwalt.

## Leben und berufliches Wirken
Richard Robinow war ein Sohn von Johannes Adolph Robinow (1838–1897), der wie sein Großvater Siegmund Robinow dem jüdischen Großbürgertum Hamburgs angehörte. Beide waren Mitglieder der Hamburgischen Bürgerschaft. Richard Robinow war evangelisch getauft, er besuchte das Johanneum und studierte danach Rechtswissenschaften an der Universität Göttingen. Dort wurde er 1892 promoviert. Anschließend ging er an die Universität Berlin, wo er 1895 das zweite juristische Staatsexamen absolvierte. Anschließend kehrte er in seine Geburtsstadt zurück, wo er gemeinsam mit Paul Rauert eine Sozietät gründete. Am Ersten Weltkrieg nahm er als Kriegsfreiwilliger zuletzt im Rang eins Hauptmanns teil, er wurde mit dem Eisernen Kreuz II. Klasse und dem Hanseatenkreuz ausgezeichnet. Nach der Machtergreifung der Nationalsozialisten 1933 erhielt er, da er Kriegsdienst geleistet hatte und die Kanzlei bereits seit 1895 bestand, erhielt er basierend auf dem Frontkämpferprivileg eine Ausnahmegenehmigung, die jedoch vorsah, Paul Rauert 1936 aus der Sozietät auszuschließen. Die Tätigkeit als Anwalt übte er bis zum 30. November 1938, an dem er mit einem Berufsverbot belegt wurde, aus.
Anlässlich der Novemberpogrome 1938 wurde Robinow am 10. November 1938 festgenommen und im KZ Sachsenhausen inhaftiert. Dank des Einsatzes von Gerd Bucerius konnte er das KZ verlassen. Auf eine Bewerbung als jüdischer Konsulent verzichtete er. Robinow, der innerlich zerrissen und mittlerweile mittellos war, emigrierte mit seiner Ehefrau und einem seiner Söhne im Juni 1939 nach England, vier weitere Kinder waren schon vorher aus Hamburg ausgewandert.

## Ehrenamtliches Engagement
Robinow engagierte sich in berufsständischen Organisationen und arbeitete früh bei den Vereinigten Liberalen mit. Außerdem betätigte er sich ehrenamtlich in mitunter leitenden Funktionen der Gesellschaft Hamburger Bibliophiler, im Öffentlichen Bücherhallenverein, Verband Geistiger Arbeiter, im Mietehülfsverein, im Bürgerverein von Hohenfelde, in der Gotthold Salomon Stipendienstiftung sowie der Henriette Salomon-Stiftung. Außerdem sammelte Robinow Kunst von Edvard Munch und Hamburger Malern. Gemeinsam mit Gustav Schiefler und Henry P. Newman rief er die Graphische Ausstellung ins Leben, die 1904 in der Hamburger Kunsthalle stattfand.
Von 1918 bis zum 18. April 1933 gehörte Robinow dem Vorstand der Hanseatischen Anwaltskammer an und war bis zum April 1933 auch für viele Jahre Vorsitzender des Hamburgischen Anwaltsvereins. Außerdem war er Schriftführer des Deutschen Anwaltsvereins und hatte den Vorsitz der Juristischen Lesegesellschaft inne. Die Posten in Anwaltskammer und -verein musste er unmittelbar nach der Machtergreifung niederlegen.
Robinow arbeitete seit 1905 im Vorstand der Vaterstädtischen Stiftung mit und beteiligten sich zunächst in deren Baukommission und später als juristischer Vertreter. Die Stiftung umfasste 20 Wohnstifte, von denen 13 nur für Mitglieder der jüdischen Gemeinde zur Verfügung standen. Nach der Machtergreifung konnte Robinow anfangs noch neue Steuern verhindern, die die Existenz der Wohnstifte gefährdete. Er konnte jedoch nicht verhindern, dass die Wohnungen schrittweise „arisiert“ wurden. Im Oktober 1938 musste Robinow den Vorstand verlassen. 
Außerdem engagierte sich Robinow im Reichsverband christlich-deutscher Staatsbürger nichtarischer oder nicht rein arischer Abstammung.

## Ehrungen
Seit Anfang der 1950er Jahre erinnert eine Gedenktafel am Martin Brunn-Stift in der Frickestraße 24 in Hamburg-Eppendorf an Richard Robinow.